# NGC 577
NGC 577 (NGC 580) é uma galáxia espiral barrada (SBa) localizada na direcção da constelação de Cetus. Possui uma declinação de -01° 59' 39" e uma ascensão recta de 1 horas, 30 minutos e 40,6 segundos.
A galáxia NGC 577 foi descoberta em 14 de Agosto de 1877 por Ernst Wilhelm Leberecht Tempel.